# Mail (Unix)

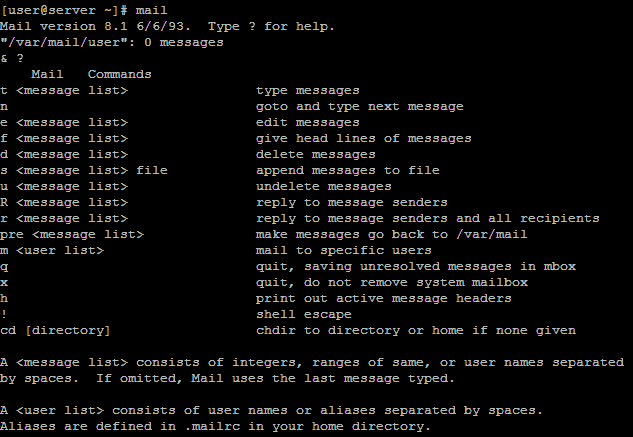
Unix系統上的mail命令

mail是在类Unix系统下的一个命令行方式的电子邮件客户端。可以进行简单的电子邮件阅读、删除、回复、接收，编辑。编辑邮件时，Mail会启动系统默认的文本编辑软件（一般是vi或Emacs）并装入邮件文本。mail程序非常简单，对于一些比较复杂的功能并不支持，例如不支持附件，不能存储邮件地址，不能检索等。